# TEAM Linhas Aéreas
TEAM Linhas Aéreas Ltda. (Transportes Especiais Aéreos e Malotes) è stata una compagnia aerea regionale con sede a Rio de Janeiro, Brasile, fondata nel 2001. Il 16 aprile 2012 la licenza operativa della compagnia aerea è stata sospesa e il 3 ottobre 2014 definitivamente revocata.

## Storia
L'obiettivo principale della compagnia era quello di operare nel mercato dei voli regionali di linea, collegando la città di Rio de Janeiro ad altre città all'interno dello Stato di Rio de Janeiro e degli stati limitrofi.
Creata nel maggio 2001 come compagnia charter atta a fornire servizi alle compagnie petrolifere nel Bacino di Campos, la TEAM iniziò ad operare come compagnia aerea di linea nello stesso anno tra gli aeroporti di Santos Dumont (Rio de Janeiro), Macaé e Campos dos Goytacazes, seppur priva di un Programma frequent flyer.
Nel maggio 2010, TEAM è stata nominata dal produttore di aeromobili ceco Let Aircraft Industries come il suo agente di vendita in Brasile. TEAM era inoltre specializzata nella manutenzione dei propri velivoli, i Let L-410 Turbolet.
Dopo essere stata sospesa nel febbraio 2011, TEAM riprese i servizi di linea nel marzo 2011. Tuttavia, nell'aprile 2011, la compagnia aerea fu nuovamente bloccata e i servizi ripresero solo nel luglio 2011. Il 16 aprile 2012, l'Agenzia Nazionale dell'Aviazione Civile del Brasile sospese definitivamente la sua licenza operativa e il 3 ottobre 2014 venne revocata.

## Destinazioni
TEAM Linhas Aéreas operava servizi verso le seguenti destinazioni:
- Campos dos Goytacazes – Aeroporto Bartolomeu Lysandro
- Macaé – Aeroporto di Macaé
- Aeroporto di Rio de Janeiro
- Vitória (Espírito Santo) – Aeroporto Eurico de Aguiar Salles

## Flotta
Nel dicembre 2011, la flotta del Team Linhas Aéreas comprendeva 3 Let L-410 Turbolet, usati durante tutto il periodo di attività della compagnia.

## Incidenti
- 31 marzo 2006: un Let 410, codice di registrazione PT-FSE, operante il volo 6865 in rotta da Macaé a Rio de Janeiro-Santos Dumont, si schiantò nel comune di Rio Bonito. Cercando di evitare una zona di maltempo, l'aereo colpì gli alberi vicino alla cima del Pico da Pedra Bonita a un'altitudine di 1.920 piedi. Morirono tutti i 17 passeggeri e i due piloti.[7]